# Іт-Гейденскіп
Іт-Гейденскіп (нід. It Heidenskip) — село в нідерландській провінції Фрисландія. Входить до муніципалітету Південно-Західна Фрисландія.
Його площа становить 25,33км², а населення станом на 2021 рік складало 330 осіб.
Перша згадка про населений пункт датується 1511-им роком.

## Галерея

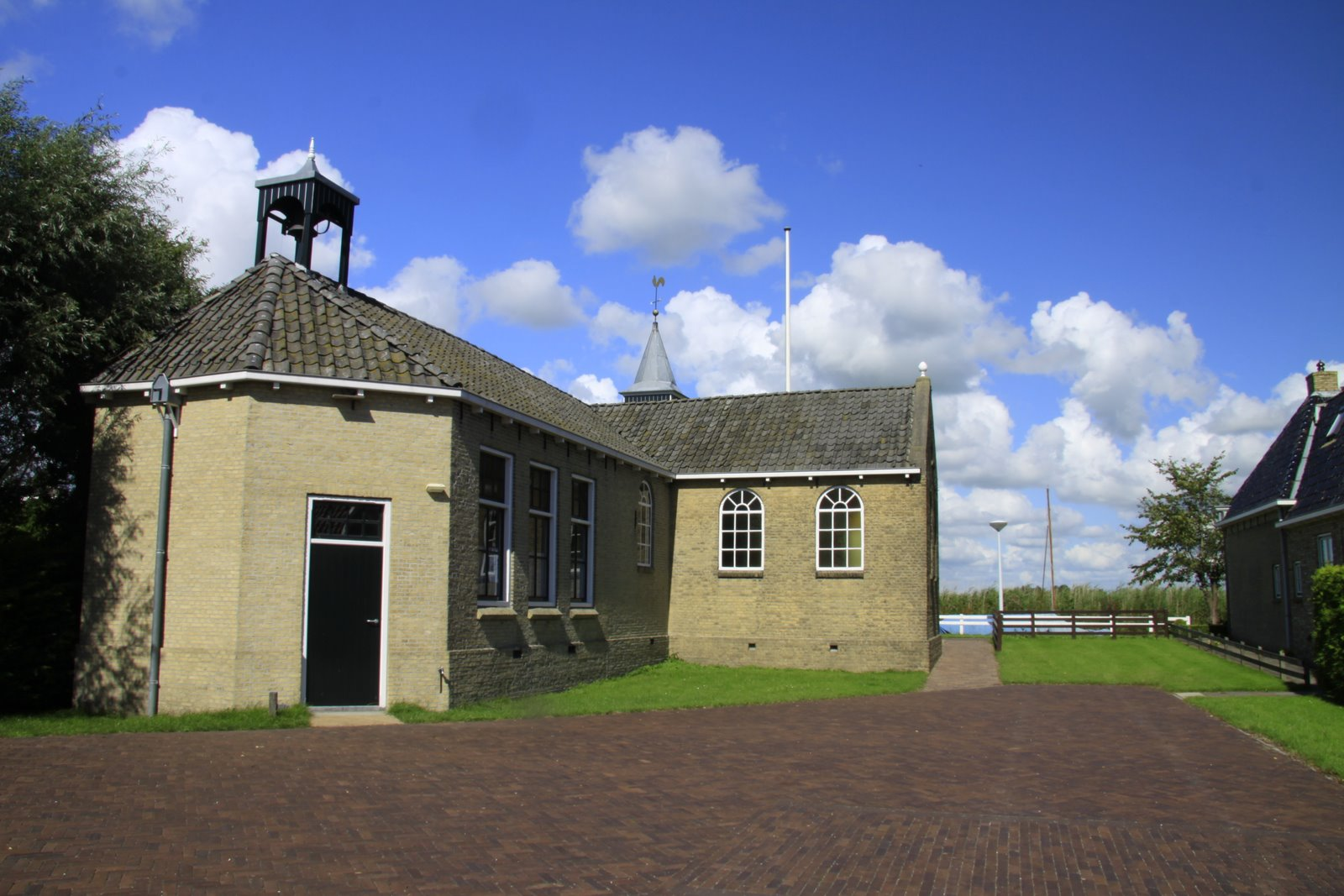
Церква Іт-Гейденскіпа
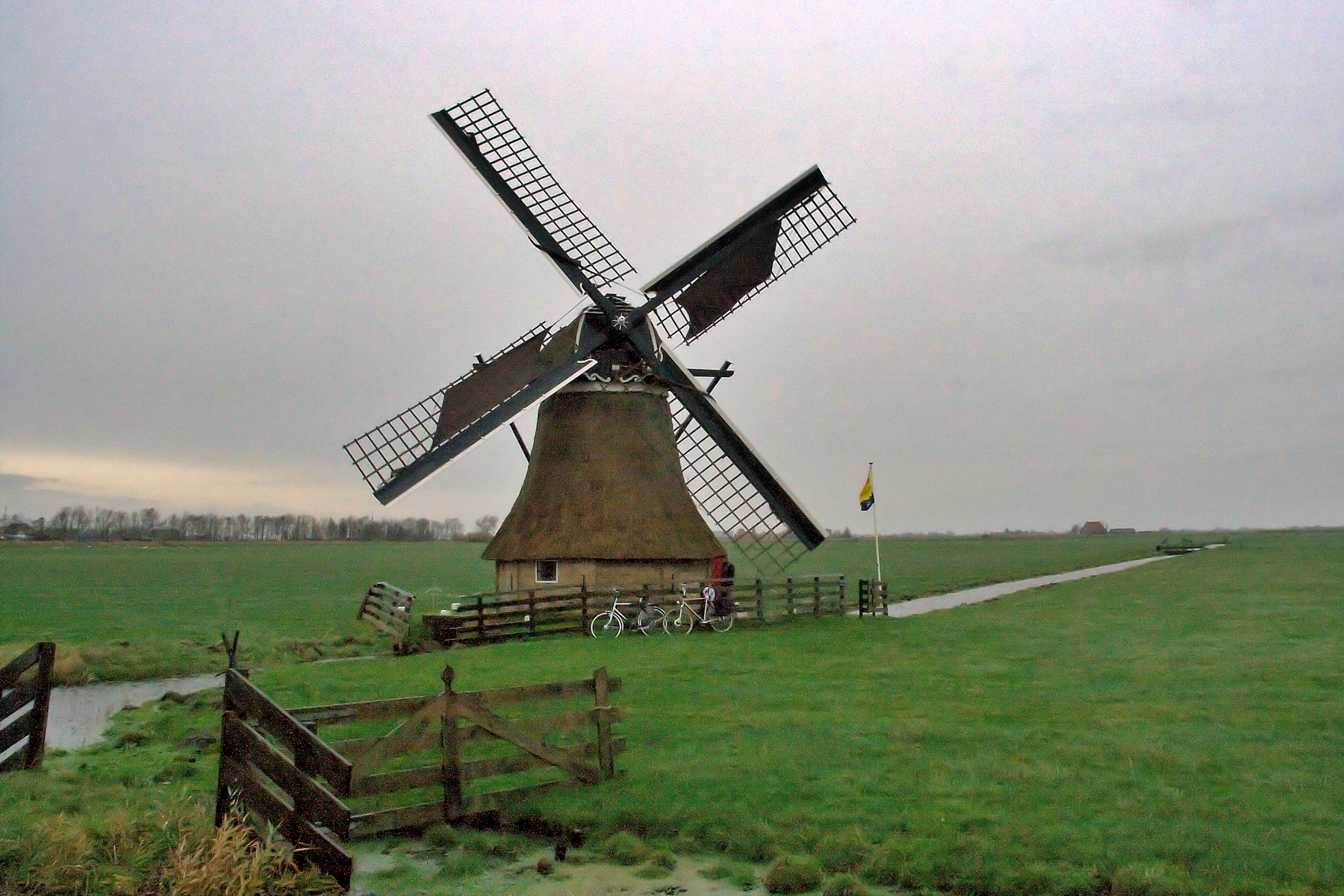
Вітряк De Snip
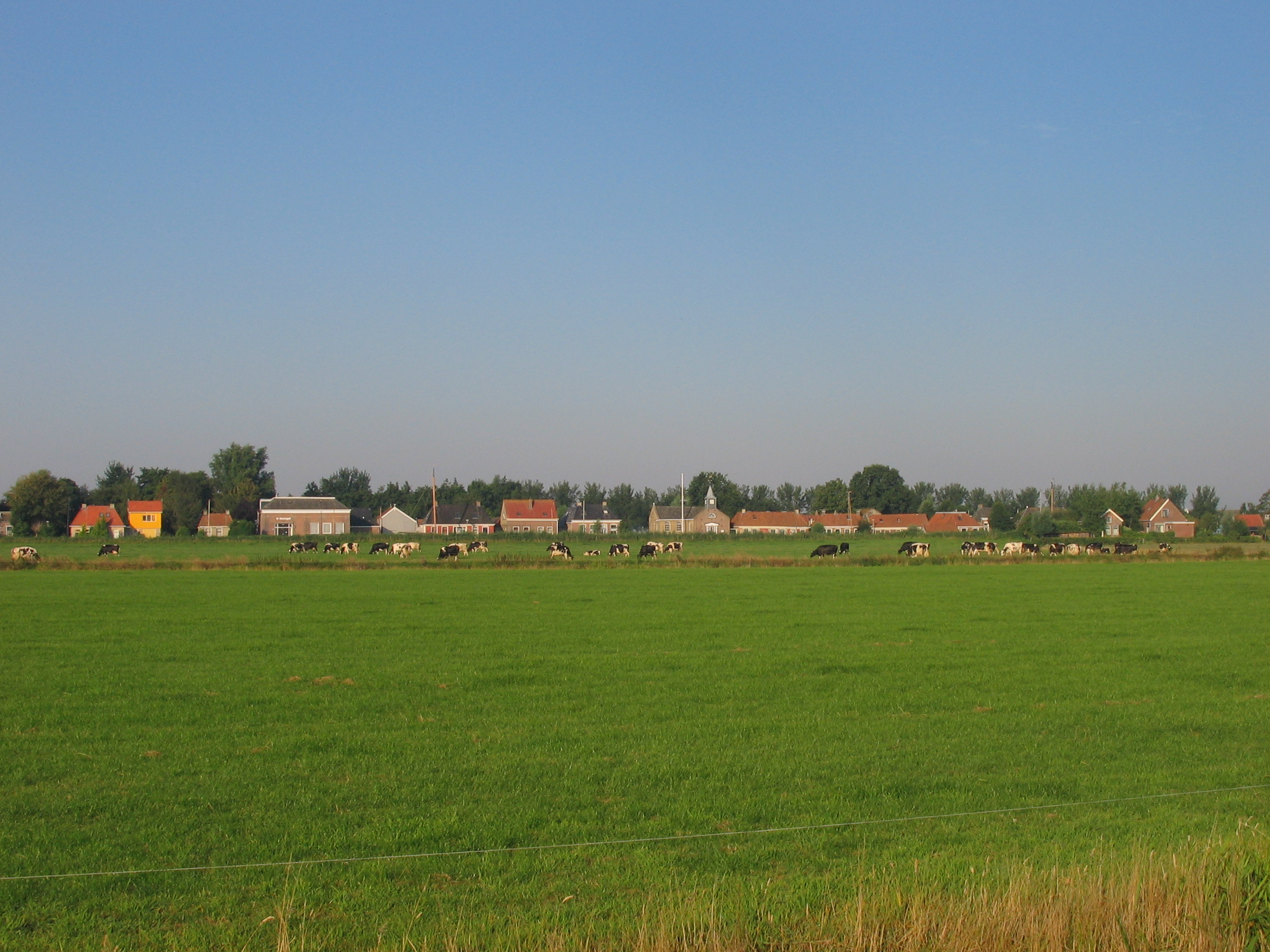
Сільська панорама
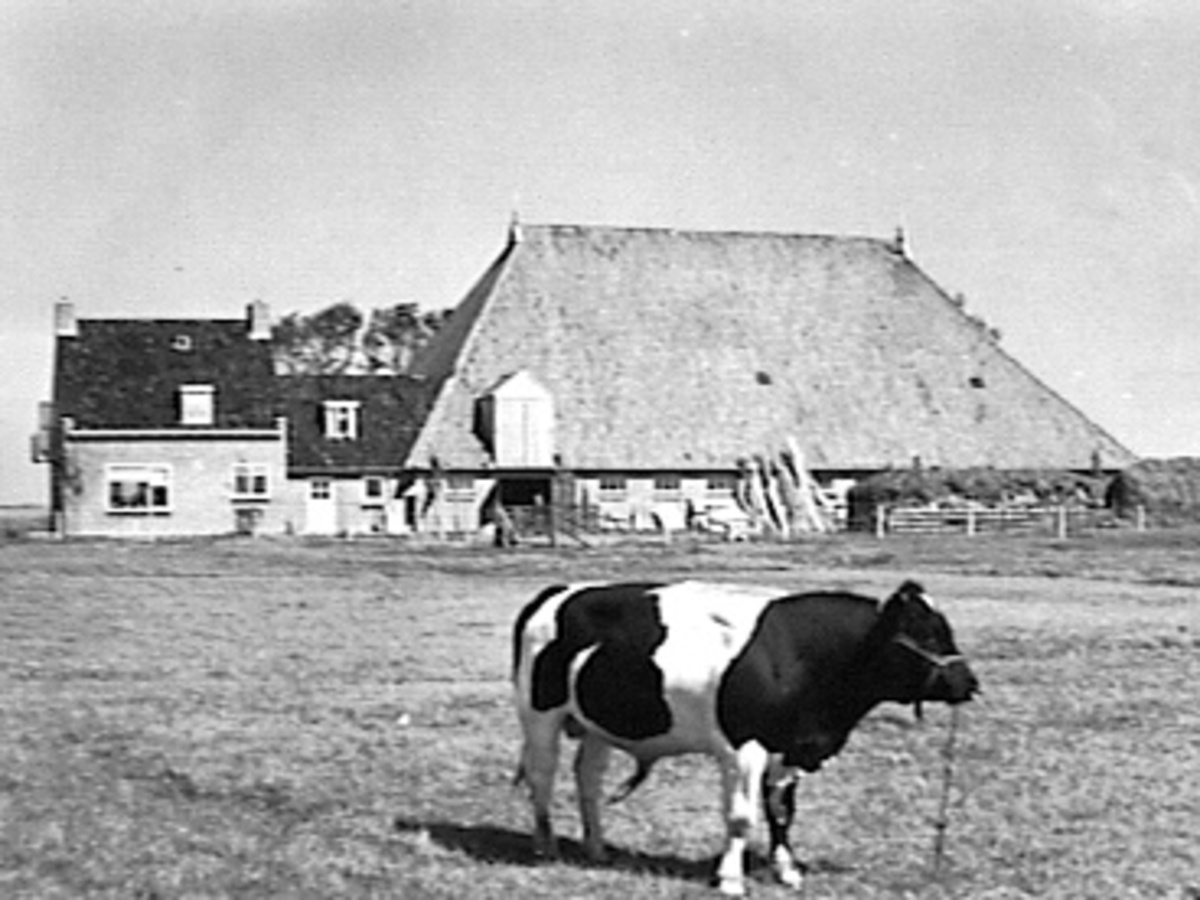
Ферма у селі (1957)